# Tarpan
El tarpan (Equus ferus ferus) és una subespècie extinta de cavall salvatge. L'últim exemplar d'aquesta subespècie morí en captivitat a Rússia el 1909.
A partir de la dècada del 1930, s'han fet diversos intents de recrear el tarpan per mitjà de la cria selectiva (vegeu recria). Les races que en resultaren inclouen el cavall de Heck, el hegart i el cavall de Stroebel i una derivació de la raça konik. Totes s'assemblen al tarpan original, especialment en el color del pelatge pèl de rata (en anglès i mexicà "grullo").
Els Sorraia, un antic tipus de cavall primitiu de Portugal (entre els rius Sor i Raia), tenen una aparença bastant similar al tarpan original.